# 哈瓦拉施峰

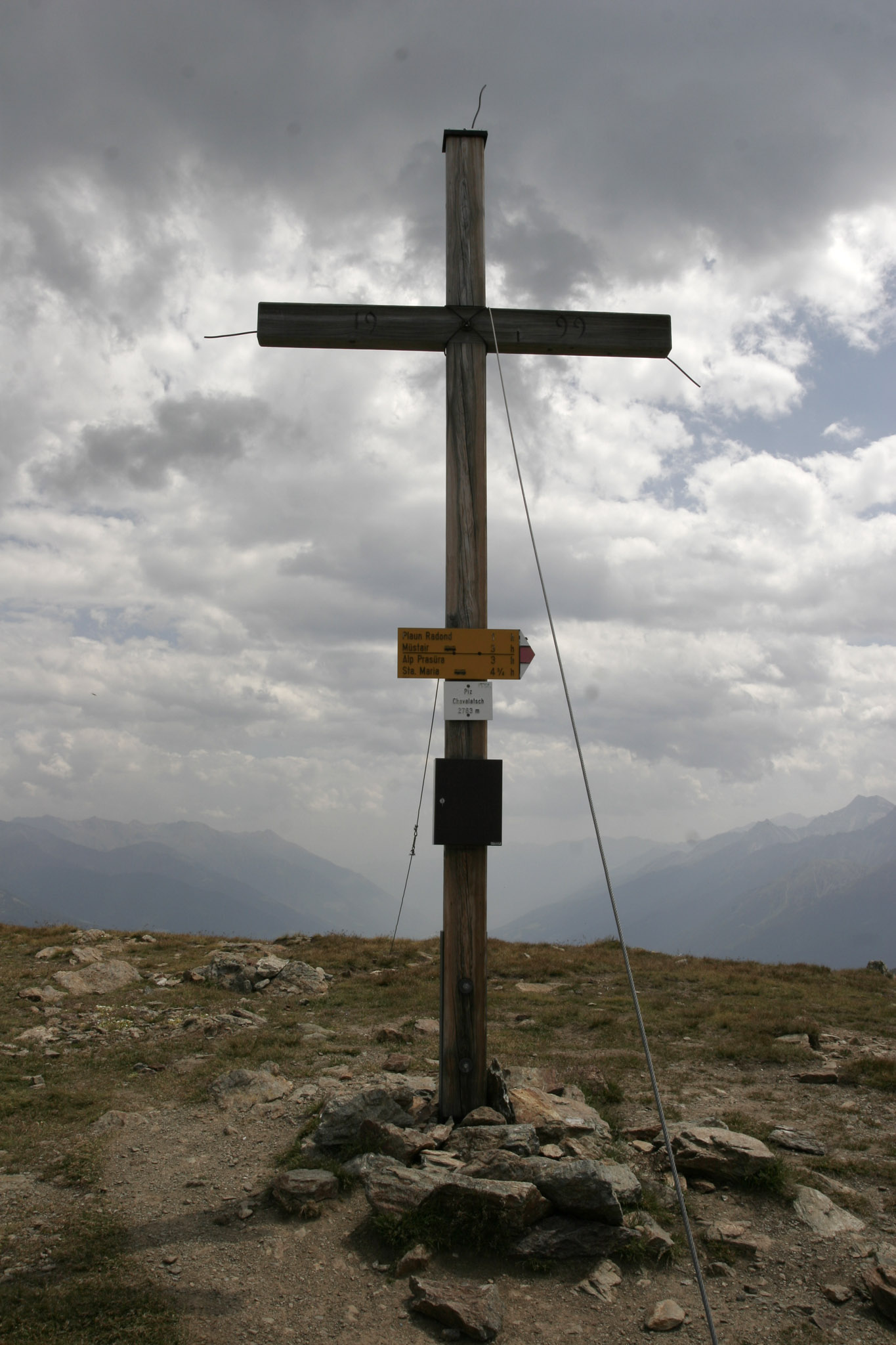

46°36′55″N 10°29′31″E / 46.615388°N 10.492035°E
哈瓦拉施峰（德語：Piz Chavalatsch），是中歐的一座山峰，位於瑞士联邦和意大利接壤的邊境，屬於奧特勒阿爾卑斯山脈的一部分，海拔高度2,763米，每年平均降雨量1,357毫米。
瑞士联邦领土的最东端即位于该峰。